# Piotr Stanek
Piotr Leszek Stanek (ur. 1978) – polski ekonomista, dr hab. specjalizujący się w międzynarodowych stosunkach gospodarczych.
W 2002 ukończył studia na Akademii Ekonomicznej w Krakowie. 30 listopada 2007 uzyskał stopień doktorski na podstawie pracy zatytułowanej Efficiency of Decision Making in Central Banks: Lessons for the European Central Bank (Efektywność podejmowania decyzji w Europejskim Banku Centralnym). Doktorat uzyskał zarówno na macierzystej uczelni (Wydział Ekonomii i Stosunków Międzynarodowych) jak i na Uniwersytecie Lille I. Promotorami pracy byli Philippe Rollet i Stanisław Miklaszewski, a recenzentami Andrzej Wojtyna i Pierre-Guillaume Méon.
Na Akademii Ekonomicznej, przekształconej później w Uniwersytet pracował jako adiunkt najpierw w Katedrze Międzynarodowych Stosunków Gospodarczych Wydziału Ekonomii i Stosunków Międzynarodowych, a następnie w Instytucie Ekonomii Kolegium Ekonomii, Finansów i Prawa. 15 czerwca 2020 uzyskał habilitację, w tym samym roku został profesorem Uniwersytetu Ekonomicznego. W roku akademickim 2020/2021 pracował w Zakładzie Gospodarki Światowej w Katedrze Międzynarodowych Stosunków Gospodarczych.
Jest autorem licznych publikacji naukowych w językach polskim i angielskim. Był redaktorem trzeciego woluminu periodyku Entrepreneurial Business and Economics Review.